# Route nationale 785
Pour les articles homonymes, voir Route 785.
La route nationale 785 ou RN 785 était une route nationale française reliant Pleyber-Christ à Penmarc'h. À la suite de la réforme de 1972, elle a été déclassée en RD 785.

## Ancien tracé de Pleyber-Christ à Penmarc'h

### Ancien tracé de Pleyber-Christ à Quimper (D 785)
- Pleyber-Christ
- Plounéour-Ménez
- Col de Trévézel (365 m)

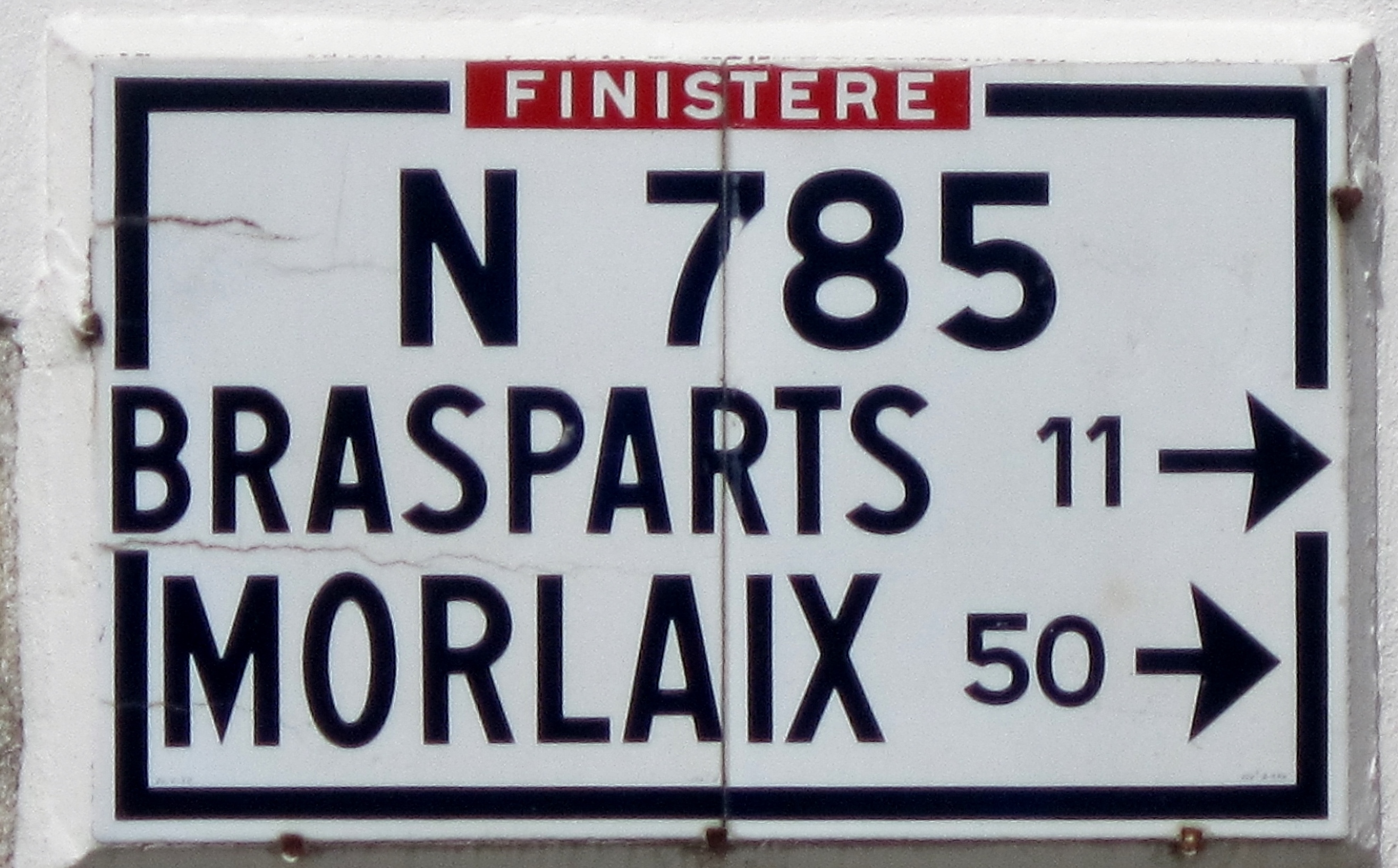
Ancien panneau routier de la route nationale 785 (actuelle route départementale 785) situé à Pleyben.

- Maison des Artisans, Mont Saint-Michel de Brasparts (380 m)
- Brasparts
- Pleyben
- Pont-Coblant sur le Canal de Nantes à Brest
- Briec
- Ty-Sanquer, commune de Quimper, où elle rencontrait la RN 170

### Ancien tracé de Quimper à Penmarc'h (D 785)
- Quimper
- Pont-l'Abbé
- Plomeur
- Penmarc'h
- Kérity, Saint-Pierre
- Pointe de Penmarc'h (Phare d'Eckmühl)

## Après le déclassement
Entre Quimper et Pont-l'Abbé, la RD 785 est une voie rapide (2×2 voies sur 15 km) construite dans les années 1990 et surnommée "Transbigoudène".

### Voie rapide (Quimper-Pont-l'Abbé)
- Échangeur entre D34 et D785 : 
  - D34-Sud : Quimper-Centre-ville, Hôpital Laënnec, Hôpital Cornouaille
  - D34-Nord : Toutes Directions, Concarneau, Bénodet, Fouesnant, Quimper-Ergué-Armel, Centre Commercial de Kerogan, Camping lanniron
- Section en 2x2 voies, portion urbaine de Quimper.
- Pont de Poulguignan sur  l'Odet.
- Section en 2x2 voies, entrée dans l'agglomération de Quimper.
- Carrefour giratoire entre RD785 et : Rond-point de Ludugris : 
  - D785 : Toutes Directions, Concarneau, Bénodet, Quimper-Centre-ville, Quimper-Ergué-Armel, Camping Lanniron, Parc des Expositions
  - Route de Pont-l'Abbé : Quimper-Centre-ville, Gendarmerie
  - Boulevard de France : Quimper-Penhard, Quimper-Kermoysan, Piscine Kerlann Vihan, Halle des Sports, Camping Municipal, Clinique Saint-Michel
  - D20 : Plomelin par Route des Châteaux, Rives de l'Odet, Quimper-Corniguel, Complexe Sportif du Corniguel, Pont-l'Abbé Véhicules lents
  - D785 : Pont-l'Abbé, Pluguffan, Plomelin, Douarnenez, Audierne, ZI Kernevez
- Section en 2x2 voies, périphérie de Quimper.
- Ludugris : ZA Ludugris (sens Quimper - Pont-l'Abbé)
- Treiger Creiz - D40 : Pluguffan (depuis et vers Quimper)
- Section en 2x2 voies, fin de périphérie de Quimper.
- Bel-Air - C1 : ZA Plomelin, ZA Bel Air, ZA Penhoad Braz
- Kerhascoet - C3 : Plomelin, ZA Plomelin, ZA Pluguffan (depuis Quimper et Pont-l'Abbé)
- Ti-Lipig - D56 : Brest, Plomelin, Quimper-Nord, Plonéis, Audierne, Douarnenez, Aéroport, ZA Ti Lipig
- Meilh Gereured - D156 : Plonéour-Lanvern (depuis et vers Quimper)
- Aire de repos Kersabiec (sens  Quimper-Pont-l'Abbé)
- L'Avantage - C31/C32 : Plomelin-L'Avantage,
- Ti Robin - D144) : Tréméoc, Combrit, Ile-Tudy, Ti Robin
- Tremic - C5 : Route des Châteaux
- Kermaria - D240 : Tréméoc, Kermaria (depuis et vers Quimper)
- à 400 m. Avant réduction à 1 voie, avant giratoire.
- à 200 m. Avant réduction à 1 voie, avant giratoire.
- . Réduction à 1 voie, avant giratoire.
- Avant giratoire.
- Arrivée sur giratoire, fin de la 2x2 voies.
- Carrefour giratoire entre RD785 et RD44 : Rond-point du Pays Bigouden :
  -  D785 : Douarnenez, Quimper
  - Rue Hyacinthe Le Bleis : Zone d'Activités
  - Route de Quimper : Pont-l'Abbé-Est, Gendarmerie, Aquasud Pays Bigouden, Hôpital Hôtel-Dieu
  - D44 : Concarneau, Bénodet, Combrit, Tréméoc, Quimper Véhicules lents
  - D785 : Saint-Jean-Trolimon, Plomeur, Le Guilvinec, Plobannalec-Lesconil, Treffiagat, Penmarch, Pont-l'Abbé-Ouest, Canapé

## Lieux visitables situés à proximité de la route
- Mont Saint-Michel de Brasparts
- Quimper
- Calvaire et chapelle de Tronoën